# Bontoc (Södra Leyte)
Bontoc (Bayan ng Bontoc) är en kommun i Filippinerna. Kommunen ligger på ön Leyte, och tillhör provinsen Södra Leyte. Folkmängden uppgår till 27 592 invånare.

## Barangayer
Bontoc är indelat i 40 barangayer.
| - Banahao - Baugo - Beniton - Buenavista - Bunga - Casao - Catmon - Catoogan - Cawayanan - Dao - Divisoria - Esperanza - Guinsangaan - Hibagwan | - Hilaan - Himakilo - Hitawos - Lanao - Lawgawan - Mahayahay - Malbago - Mauylab - Paku - Pamahawan - Pamigsian - Pangi - Poblacion | - Sampongon - San Vicente - Santa Cruz - Taa - Talisay - Taytagan - Tuburan - Union - Olisihan - Anahao - Pong-on - San Ramon - Santo Niño |